# CONCACAF Champions League 2011/12
De CONCACAF Champions League 2011-12 was de vierde editie van de CONCACAF Champions League, de Noord- en Midden-Amerikaanse tegenhanger van de Europese Champions League. Het toernooi werd gespeeld van juli 2011 tot en met april 2012. De winnaar plaatste zich voor het Wereldkampioenschap voetbal voor clubs 2012.

## Opzet
In de voorronde speelden 16 clubs een heen- en terugwedstrijd. De winnaars van deze duels plaatsten zich samen met 8 direct gekwalificeerde teams voor de groepsfase. De 16 teams waren verdeeld in vier groepen van vier waarvan de teams twee keer tegen elkaar speelden: thuis en uit.
De nummers één en twee van elke groep plaatsten zich voor de knock-outfase, die bestond uit een thuis- en uitduel. Ook de finale bestond uit een thuis- en uitwedstrijd.
Voorronde: (16 teams)
- 2 clubs elk Verenigde Staten en Mexico
- 2 clubs van El Salvador
- 1 club elk van Costa Rica, Guatemala, Honduras, Canada, Belize en Nicaragua
- 3 clubs van de Caraïbische zone

Groepsfase: (16 teams)
- 8 winnaars van de voorronde.
- 2 clubs elk van de Verenigde Staten , Mexico/
- 1 club elk van Costa Rica, Guatemala, Honduras en Panama

## Toernooi

### Loting
De loting voor de voorronde en de groepsfase vond op 18 mei 2011 plaats in het hoofdkwartier van de CONCACAF in New York. De loting voor de knock-outfase (kwart-, halve finale en finale) volgde later in 2011.
| Groepsfase | Groepsfase    | Groepsfase            | Groepsfase         | Groepsfase          |
| ---------- | ------------- | --------------------- | ------------------ | ------------------- |
| Pot A      | Monterrey     | Pumas UNAM            | Colorado Rapids    | Los Angeles Galaxy  |
| Pot B      | Alajuelense   | Real España           | CSD Comunicaciones | Tauro FC            |
| Voorronde  |               |                       |                    |                     |
| Pot A      | Santos Laguna | Monarcas Morelia      | FC Dallas          | Seattle Sounders FC |
| Pot A      | Herediano     | CD Motagua            | AD Isidro Metapán  | Toronto FC          |
| Pot B      | Municipal     | San Francisco FC      | Alianza FC         | Real Estelí         |
| Pot B      | CD Olimpia    | Puerto Rico Islanders | Tempête FC         | Alpha United        |

## Programma
| Ronde      | Ronde         | Loting                         | heenduel             | Return               |
| ---------- | ------------- | ------------------------------ | -------------------- | -------------------- |
| voorronde  | voorronde     | 18 mei 2011 (New York, VS)     | 26-28 juli 2011      | 2-4 augustus 2011    |
| Groepsfase | Speeldag 1    | 18 mei 2011 (New York, VS)     | 16-18 augustus 2011  | 16-18 augustus 2011  |
| Groepsfase | Speeldag 2    | 18 mei 2011 (New York, VS)     | 23-25 augustus 2011  | 23-25 augustus 2011  |
| Groepsfase | Speeldag 3    | 18 mei 2011 (New York, VS)     | 13-15 september 2011 | 13-15 september 2011 |
| Groepsfase | Speeldag 4    | 18 mei 2011 (New York, VS)     | 20-22 september 2011 | 20-22 september 2011 |
| Groepsfase | Speeldag 5    | 18 mei 2011 (New York, VS)     | 27-29 september 2011 | 27-29 september 2011 |
| Groepsfase | Speeldag 6    | 18 mei 2011 (New York, VS)     | 18-20 oktober 2011   | 18-20 oktober 2011   |
| Eindronde  | Kwartfinales  | 8 november 2011 (New York, VS) | 6-8 maart 2012       | 13-15 maart 2012     |
| Eindronde  | Halve finales | 8 november 2011 (New York, VS) | 27-29 maart 2012     | 3-5 april 2012       |
| Eindronde  | Finale        | 8 november 2011 (New York, VS) | 17-19 april 2012     | 24-26 april 2012     |

## Voorronde
De heenwedstrijden werden van 26 tot en met 28 juli gespeeld, de terugwedstrijden van 2 tot en met 4 augustus.
| Team 1            | Tot.    | Team 2                | 1e wedstr. | 2e wedstr. |
| ----------------- | ------- | --------------------- | ---------- | ---------- |
| CD Motagua        | 4-2     | CSD Municipal         | 4-0        | 0-2        |
| Monarcas Morelia  | 7-0     | Tempête FC            | 5-0        | 2-0        |
| AD Isidro Metapán | 3-3 (U) | Puerto Rico Islanders | 2-0        | 1-3        |
| Santos Laguna     | 4-3     | Olimpia               | 3-1        | 1-2        |
| Alianza FC        | 0-2     | FC Dallas             | 0-1        | 0-1        |
| Toronto FC        | 4-2     | Real Estelí           | 2-1        | 2-1        |
| San Francisco FC  | 1-2     | Seattle Sounders FC   | 1-0        | 0-2        |
| Herediano         | 10-2    | Alpha United          | 8-0        | 2-2        |

## Groepsfase
Speeldata
speeldag 1: 16-18 augustus 2011
speeldag 2: 23-25 augustus 2011
speeldag 3: 13-15 september 2011
speeldag 4: 20-22 september 2011
speeldag 5: 27-29 september 2011
speeldag 6: 18-20 oktober 2011
| Betekenis van de kleur in de groepstabel   |
| ------------------------------------------ |
| Teams die door zijn naar de volgende ronde |

Gsp = aantal wedstrijden, W = winst, G = gelijk, V = verlies, Pnt. = punten, DV/DT = doelpunten voor/tegen

### Groep A
| Team               | Gsp | G | G | V | DV | DT | DS  | Pnt |
| ------------------ | --- | - | - | - | -- | -- | --- | --- |
| Los Angeles Galaxy | 6   | 4 | 0 | 2 | 8  | 4  | +4  | 12  |
| Morelia            | 6   | 4 | 0 | 2 | 11 | 5  | +6  | 12  |
| Alajuelense        | 6   | 4 | 0 | 2 | 8  | 6  | +2  | 12  |
| Motagua            | 6   | 0 | 0 | 6 | 2  | 14 | −12 | 0   |

### Groep B
| Team            | Gsp | G | G | V | DV | DT | DS  | Pnt |
| --------------- | --- | - | - | - | -- | -- | --- | --- |
| Santos Laguna   | 6   | 4 | 1 | 1 | 16 | 6  | +10 | 13  |
| Isidro Metapán  | 6   | 3 | 0 | 3 | 10 | 15 | −5  | 9   |
| Colorado Rapids | 6   | 2 | 1 | 3 | 9  | 12 | −3  | 7   |
| Real España     | 6   | 1 | 2 | 3 | 9  | 11 | −2  | 5   |

### Groep C
| Team       | Gsp | G | G | V | DV | DT | DS | Pnt |
| ---------- | --- | - | - | - | -- | -- | -- | --- |
| Pumas UNAM | 6   | 3 | 2 | 1 | 8  | 2  | +6 | 11  |
| Toronto FC | 6   | 3 | 1 | 2 | 7  | 7  | 0  | 10  |
| FC Dallas  | 6   | 2 | 1 | 3 | 6  | 11 | −5 | 7   |
| Tauro      | 6   | 1 | 2 | 3 | 7  | 8  | −1 | 5   |

### Groep D
| Team             | Gsp | G | G | V | DV | DT | DS | Pnt |
| ---------------- | --- | - | - | - | -- | -- | -- | --- |
| Monterrey        | 6   | 4 | 0 | 2 | 11 | 4  | +7 | 12  |
| Seattle Sounders | 6   | 3 | 1 | 2 | 10 | 7  | +3 | 10  |
| Comunicaciones   | 6   | 2 | 1 | 3 | 8  | 13 | −5 | 7   |
| Herediano        | 6   | 2 | 0 | 4 | 6  | 11 | −5 | 6   |

## Knock-outfase
De loting voor de knock-outfase vond plaats op 8 november 2011.

### Kwartfinale
De heenwedstrijden werden van 6-8 maart gespeeld, de terugwedstrijden van 13-15 maart 2012.
| Team 1           | Tot. | Team 2             | 1e wedstr. | 2e wedstr. |
| ---------------- | ---- | ------------------ | ---------- | ---------- |
| Seattle Sounders | 3-7  | Santos Laguna      | 2-1        | 1-6        |
| Isidro Metapán   | 2-9  | Pumas UNAM         | 2-1        | 0-8        |
| Toronto FC       | 4-3  | Los Angeles Galaxy | 2-2        | 2-1        |
| Morelia          | 2-7  | Monterrey          | 1-3        | 1-4        |

### Halve finale
De heenwedstrijden werden gespeeld op 28 maart 2012, de terugwedstrijden op 4 april 2012
| Team 1     | Tot. | Team 2        | 1e wedstr. | 2e wedstr. |
| ---------- | ---- | ------------- | ---------- | ---------- |
| Toronto FC | 3-7  | Santos Laguna | 1-1        | 2-6        |
| Monterrey  | 4-1  | Pumas UNAM    | 3-0        | 1-1        |

### Finale
De finales gespeeld op 18 april en 25 april 2012
| Team 1    | Tot. | Team 2        | 1e wedstr. | 2e wedstr. |
| --------- | ---- | ------------- | ---------- | ---------- |
| Monterrey | 3-2  | Santos Laguna | 2-0        | 1-2        |

#### 1e wedstrijd
|                             |                |                    |               |                                                                                      |
| 18 april 2012 22:00 (UTC−5) | Monterrey      | 2 - 0              | Santos Laguna | Estadio Tecnológico, Monterrey Toeschouwers: 29.300 Scheidsrechter: Francisco Chacón |
| 18 april 2012 22:00 (UTC−5) | Suazo 60', 86' | Verslag[dode link] |               | Estadio Tecnológico, Monterrey Toeschouwers: 29.300 Scheidsrechter: Francisco Chacón |

#### 2e wedstrijd
|                             |                         |                    |             |                                                                                    |
| 25 april 2012 20:00 (UTC−5) | Santos Laguna           | 2 - 1              | Monterrey   | Estadio Corona, Torreón Toeschouwers: 28.000 Scheidsrechter: Roberto García Orozco |
| 25 april 2012 20:00 (UTC−5) | Ludueña 45' Peralta 51' | Verslag[dode link] | 82' Cardozo | Estadio Corona, Torreón Toeschouwers: 28.000 Scheidsrechter: Roberto García Orozco |